# Кім Мьоннам
Кім Мьоннам (8 лютого 1969) — північнокорейський важкоатлет.
Срібний призер Олімпійських Ігор 1996 року в категорії 70 кг, бронзовий призер 1992 року в категорії 75 кг.